# Silver Ring Thing
Silver Ring Thing è un programma creato nel 1997 da un pastore evangelico di Yuma (Arizona) Denny Pattyn di astinenza sessuale statunitense che incoraggia gli adolescenti a rimanere vergini fino al matrimonio, dal 2004 il programma è presente anche nel Regno Unito.

## Storia
Ispirato da movimenti cristiani conservatori e finanziato anche dal Governo federale degli Stati Uniti fino al 2005 per conquistare l'interesse degli adolescenti, il programma organizza eventi in stile concerto rock/hip hop. Durante gli incontri i partecipanti si impegnano a rispettare l'astinenza sessuale fino al matrimonio, comprando un anello che poi infilano all'anulare della mano sinistra.

Quest'anello ha inciso il versetto biblico tratto dalla Prima lettera ai Tessalonicesi di San Paolo:
(1Ts 4,3-4)
Gli anelli sono il simbolo della loro decisione di rimanere casti, oltre a segnalare ad altri la scelta fatta. L'anello sarà poi sostituito dalla fede nuziale.

### Il caso "Lydia Playfoot" in Gran Bretagna
Nel luglio 2007 la corte l'Alta Corte britannica è stata chiamata a decidere dalla Millais School di Horsham (Sussex) sulla legittimità di indossare l'anello durante le lezioni da parte di Lydia Playfoot, un'allieva sedicenne. Secondo la direzione dell'istituto quel cerchietto di metallo, come tutti i gioielli, era un'eccezione imprevista per l'uniforme scolastica al pari del velo delle ragazze di fede islamica o dei braccialetti Kara dei sikh.
La sentenza dell'Alta Corte ha accolto la posizione della scuola, ribadendo il divieto.

## Influenze culturali
- Il film Denti tratta la storia di una ragazza attivista di un gruppo della castità, caratterizzato dall'uso dell'anello.[5]